# 學校圖書館
學校圖書館是指在學校內的圖書館，目的是滿足校內學生資訊需求，以及協助教職員課程教學需求。學校圖書館通常由學校圖書館員或媒體專家（media specialist）管理。學校圖書館的館藏通常包括書籍、期刊，以及適合各年級學生程度的教學媒體。學校圖書館亦稱「教學資源中心」（learning resources center）、「圖書館媒體中心」（library media center）或「學校圖書館媒體中心」（school library media center）。另外，根據民國90年1月17日公佈之中華民國圖書館法第四條第四款，「中小學圖書館」是指由高級中等學校以下各級學校所設立，以中小學師生為主要服務對象，供應教學及學習媒體資源，並實施圖書館利用教育之圖書館。

## 歷史
最早，學校圖書館的設立是為了看管學校各類參考書籍。
- 1578年，英格蘭舒茲伯利（Shrewbury）通過一項法令，明文規定學校應設置圖書館協助教學，始較明確定位學校圖書館的地位。
- 1740年左右，美國人富蘭克林（Benjamin Franklin）開始倡導學校圖書館的概念，為美國學校圖書館之始。
- 1920年，全國教育學會（National Education Association）出版中等學校圖書館組織及設備標準（Standard Library Organization and Equipment for Secondary Schools of Different Sizes），為美國第一份學校圖書館標準，為日後學校圖書館的發展奠定基礎。
- 1945年，第二次世界大戰結束，美國政府為了提升國民讀寫能力，學校圖書館被視為健全學校體制中不可或缺的一環。
- 1950年代，受到視聽運動之影響，學校圖書館開始收藏多媒體視聽資料，學生可利用的圖書館資源不再只侷限於印刷式資源。
- 1980年，國際圖書館協會聯盟（IFLA）在馬尼拉中小學圖書館會議通過一項中小學學校圖書館宣言（Declaration on School Libraries），同年12月由聯合國教科文組織（UNESCO）宣告：「中小學圖書館是保證學校對青少年及兒童進行具成效的教育之一項不可缺少的事業；是保證學校取得教育成就的基本條件，也是整個圖書館事業不可少的組成要素。」至此，學校圖書館的重要性，已完全受到肯定。[3][4]

## 名稱演變
美國中小學圖書館自1960年代中期開始，逐漸改名為「教學資源中心」（Instructional Material Center）、「學校圖書館媒體中心」（School Media Center）。結合學校內的圖書館、教具室、視聽教室、電腦教室等，不僅是學校內輔助教學的資源中心，同時也是學校的資訊中心，同時提供學習、研究與休閒的功能。

## 館藏基準
為維護學校圖書館館藏品質，相關法條規定如下：
- 國民小學圖書館設立及營運基準（页面存档备份，存于）第十一條：「國民小學圖書館館藏基準為圖書資料六千種或每生四十種以上，期刊十五種以上，報紙三種以上。國民小學圖書館每年館藏購置費至少應占教學設備費百分之十以上。」
- 國民中學圖書館設立及營運基準[永久]第十一條：「國民中學圖書館基本館藏量以九千種（件）為原則；學校班級數逾六班者，每增一班以增加二百冊（件）為原則。前項年增加量以不低於總館藏量百分之三為原則，每年館藏購置費至少應占教學設備費百分之十五以上。」
- 國民中學圖書館設立及營運基準第十二條：「國民中學圖書館應訂購期刊至少三十種，報紙至少五種，其內容具典藏價值者，並得予裝訂保存。」

## 功能
學校圖書館不只可以提供教師教學上的協助，同時也是提供學生學習、休閒的好去處。
學校圖書館（教學資源中心）之功能如下：
1. 支援教學，並整合各科教學
2. 協助教師充實教學內容
3. 培養學生自我學習能力，提供學生自我成長的環境
4. 規劃多媒體教室
5. 規劃個別差異的學習單元，安排隨機教學的課程方案
6. 奠定終身教育基礎，實現生涯教育理念
7. 陶冶個人情操，提供休閒教育情境

### 圖書館利用教育
學校圖書館可以透過圖書館利用教育，培養學生資訊素養，奠定其終身學習的基礎。
學校圖書館利用教育基本目標如下：
1. 建立利用圖書館觀念
2. 認識學校圖書館
3. 培養良好閱讀習慣
  - 認識各類媒體資料
4. 培養蒐集資料的能力
  - 認識圖書分類與排架
  - 認識並善用各類型參考工具書
  - 認識圖書館自動化查詢系統
  - 認識並善用資料庫及網路資源檢索
5. 培養資料整理能力
  - 因應不同媒體資料及目的，學習不同的閱讀方法
  - 學習摘要、筆記的整理方法
6. 探討資料展現方式
  - 認識資料呈現媒體
  - 學習呈現研究報告

### 引用
1. ↑  .   [2008-05-12]. （原始内容存档于2008-08-07）.
2. ↑  .   [2008-05-12]. （原始内容存档于2004-12-25）.
3. ↑  周倩如（2005）：《中小學教學支援導航站─學校圖書館媒體中心》，頁16-17，台北市：文華圖書管理。
4. ↑  李文馨，圖書館學與資訊科學大辭典，國立編譯館辭書資訊網 （页面存档备份，存于）
5. ↑  李昆翰主編（2003）：《啟動教學資源中心》，頁12，台北市：國家圖書館。
6. ↑  李昆翰主編（2003）：《啟動教學資源中心》，頁13，台北市：國家圖書館。
7. ↑  李昆翰主編（2003）：《啟動教學資源中心》，頁23-25，台北市：國家圖書館。